# Segwagwa
Segwagwa è un villaggio del Botswana situato nel distretto Meridionale, sottodistretto di Ngwaketse. Il villaggio, secondo il censimento del 2011, conta 1.056 abitanti.

## Località
Nel territorio del villaggio sono presenti le seguenti 9 località:
- Ditladi di 14 abitanti,
- Fred Mohutsiwa Farm di 17 abitanti,
- Gamogweotsile di 123 abitanti,
- Letsopa di 47 abitanti,
- Maelo di 49 abitanti,
- Mampa di 21 abitanti,
- Morebodi di 7 abitanti,
- Mosithwa di 22 abitanti,
- Ntlelenama di 25 abitanti